# 1985年飓风胡安
飓风胡安（英語：Hurricane Juan）是一场规模庞大且动向飘忽不定的热带气旋，蜿蜒行进期间曾两度逼近路易斯安那州，引起大范围洪灾。作为1985年大西洋飓风季第10场获得命名的风暴，系统于10月下旬在墨西哥湾中部成形，然后向北移动，起初属亚热带气旋，覆盖范围非常大。10月27日，风暴升级成飓风，持续风速达到每小时140公里。受上层低气压影响，胡安在路易斯安那州南部近海的移动路线形成环路，于10月29日从摩根城附近登陆。在陆地上空减弱成热带风暴后，气旋回转东南返回开放水域上空并经过密西西比河三角洲。接下来胡安又转向东北，于10月31日从佛罗里达州彭萨科拉以西不远处登陆。气旋登陆后继续快速北上，最终被逐渐逼近的冷锋吸收，其湿气之后还在中大西洋地区促成造成多人伤亡和沉重经济损失的重大洪灾。
胡安是继8月的丹尼和9月初的艾琳娜过后全季第3场（也是最后1场）从路易斯安那州登岸的飓风。系统在墨西哥湾北部快速成形，导致人们没有足够时间开展充足的防灾准备工作，海上石油钻井平台也无法及时撤离。受此影响，有9人因在路易斯安那州近海遭遇事故丧生。风暴在陆地上产生瓢泼大雨，路易斯安那州拉福什堂区加利亚诺的降雨总量达452毫米。暴雨和强烈的风暴潮共同影响，导致该州南部约5万套房屋和许多社区被淹，还对农业造成大范围破坏。单路易斯安那州的损失数额就达10亿美元（1985年美元，相当于2025年的29.2億美元）。气旋还在德克萨斯州引发洪灾，多条道路被迫封闭，密西西比州南部有也农作物和房屋因暴雨受损。胡安的外围雨带在佛罗里达州西北狭长地带催生出15场龙卷风，造成价值超过100万美元的破坏。整场风暴一共在美国直接造成15亿美元的巨额损失，成为有纪录以来对美国破坏最严重的飓风之一，另外还有12人死亡，尚不计风暴残留之后在中大西洋地区引发的洪灾。

## 气象历史
10月24日，从德克萨斯州向东南方向移动的上层低气压受东风波影响，在墨西哥湾中部上空催生出广阔的低压槽，系统中的对流（即雷暴）当天有显著增长。与此同时，低压槽同美国东南部上空的高气压形成气压梯度，墨西哥湾北部的风力普遍达到烈风强度。根据飓风猎人侦察机所获数据和卫星图像估算结果判断，新奥尔良西南偏南方向约610公里海域于10月26日清晨发展出热带低气压，还在12小时内升级成热带风暴并获名“胡安”（Juan）。系统结构起初类似于亚热带气旋，其中心附近的风力不强。气旋最初的动向飘忽不定，从10月27日开始更稳定地向东北偏北方向前进。当晚转向西北后，胡安强化成飓风，飓风猎人测得的数据表明风暴这时的持续风速为每小时120公里。
受大规模上层低气压影响，气旋的移动速度在10月28日逼近印第安纳州海岸线时减缓。协调世界时这天中午12点，胡安达到风力时速140公里的最高强度。风暴的移动路线在路易斯安那州南岸近海形成环路，然后转向西进，于10月29日上午11点以最高强度从摩根城附近登陆。接下来胡安突然大幅向西北转向，移动路线又在路易斯安那州南部的拉法叶上空形成环路。10月29日晚，飓风降级成热带风暴，再于次日清晨以风速每小时100公里强度进入弗米利恩湾（Vermilion Bay）。气旋转向东面沿路易斯安那州南海岸移动，在此期间组织结构略有改善。
10月31日，风暴从路易斯安那州普拉克明堂区伯伍德（Burrwood）附近穿越密西西比三角洲（Mississippi Delta），然后因上层低压槽逐渐逼近而加速向东北前进。当天中午12点，胡安达到风力时速110公里的第2波强度高峰。之后的6小时里，气旋略有减弱，于10月31日晚以风速每小时100公里强度从佛罗里达州彭萨科拉以西不远处登陆。袭击佛罗里达州后，风暴转向北上并在陆地上空逐渐减弱。经过阿拉巴马州后，胡安于11月1日在田纳西州上空转变成温带气旋，美国国家飓风中心于当天下午18点停止追踪其残余环流。风暴残留整体而言继续保留北上趋势，经过俄亥俄河后最终进入加拿大。胡安的残留能量还在田纳西河流域催生出闭塞低气压，令该区域的雨量进一步增多。11月3日，风暴残留被逐渐逼近的冷锋吸收。

## 防灾措施
德克萨斯州阿瑟港周边地区有约100人在飓风登陆前撤离。路易斯安那州有约6550人疏散，其中只有1900人口的格兰德艾尔就有700人，留下来的人中很多都是因风暴潮被困。面对风暴引发洪灾的威胁，密西西比州也有约6000人撤离。路易斯安那州和密西西比州沿海地区的许多学校关闭，布朗斯维尔货运航道两边的海滩也予关闭。10月28日，州长埃德温·爱德华兹（Edwin Edwards）宣布州内13个堂区进入紧急状态，全州64个堂区中有42个经正式渠道发布山洪预警。阿拉巴马州州长乔治·华莱士也宣布全州进入紧急状态，该州沿海地区开设有多个避难所。
由于风暴动向飘忽不定，规模也很庞大，墨西哥湾北岸大范围地区都收到热带气旋警告或观察预警。气旋登陆时，德克萨斯州的阿瑟港到阿拉巴马州的莫比尔之间地区已接获飓风警告，烈风警告范围还向东延伸至佛罗里达州的阿巴拉契科拉，向西延伸至德克萨斯州卡尔霍恩县的奥康纳港（Port O'Connor）。胡安的发展速度很快，导致大多数居民缺乏准备。美国国家飓风中心气象学家尼尔·弗兰克（Neil Frank）称这场飓风的动向就像陀螺般难以预知，“什么都可能发生”。

## 影响

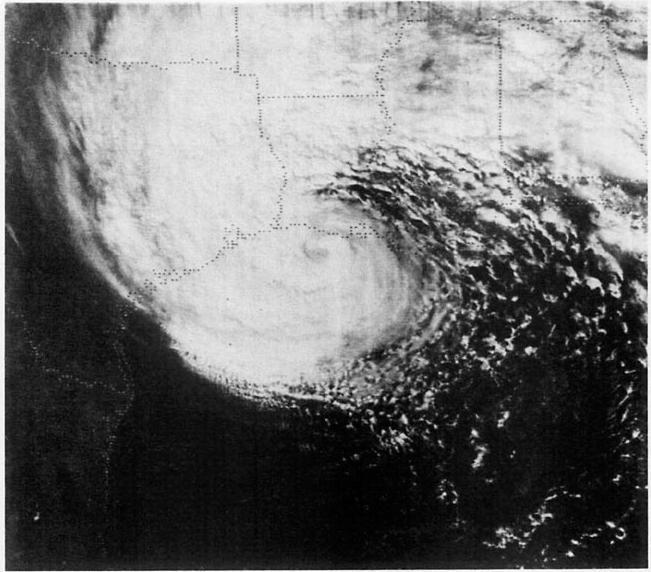
飓风胡安登陆的卫星图像

胡安在墨西哥湾北部蜿蜒行进期间一共夺走12条人命，其中9人是因石油钻井平台或船只倾覆致死。飓风直接造成的损失就有15亿美元，如不考虑通货膨胀因素，这一数值当时可以在所有吹袭美国的飓风中排第4，仅次于1979年的飓风弗雷德里克、1972年的飓风艾格尼丝和1983年的飓风艾丽西亚。胡安造成的经济损失大部分来自石油业、受损农作物，以及洪水引起的破坏，其中又以路易斯安那州灾情最重。据联邦紧急事务管理署统计，气旋还导致1357人受伤，不过伤势较轻。不到两个月前，墨西哥湾北岸还曾受到飓风艾琳娜重创，胡安的来袭更令本已满目疮痍的地区雪上加霜。
前后约5天里，风暴及其前身在墨西哥湾北岸沿线产生烈风强度大风。海上石油钻井平台经受的风力最强，其中一个平台测得的最高持续风速为每小时148公里，阵风时速更达176公里。飓风产生的巨浪还令多个钻井受损，其中两个平台因此倾覆。受飓风强度狂风和巨浪影响，路易斯安那州利斯维尔以南约56公里洋面的一个钻井平台崩塌后倒向邻近的另一个平台。崩塌的两个平台分别建于1956和1961年，其设计标准足以抵御14米的狂浪，同时按当年的标准，会产生这种高度海浪的风暴要25年才有1场，但胡安产生的浪高达21米。由于飓风来袭前海上就已是狂风巨浪肆虐，石油钻井平台上的人员无法及时撤离。一艘载有疏散人员的船只在风暴中倾覆，导致1人死亡，2人需入院治疗，船上的其他乘客幸得海岸警卫队救援，警卫队一共救上了至少160人。一艘名为“艾格尼丝小姐号”（Miss Agnes）的船只在路易斯安那州格兰德艾尔以南约97公里海域执行搜救任务时倾覆，船上2人因此失踪，推定已经死亡，另外2人获救。密西西比河河口附近有一座自升式钻井平台倾覆，致使3人遇难。路易斯安那州近海一架直升机在钻井平台上执行救援任务时因风力太强导致救援筐掉落在平台上，有3人因此身受重伤。
飓风的的移动路线飘忽不定，在海岸线附近形成两个小型环路，德克萨斯州东部到佛罗里达州西北狭长地带西部之间的大范围区域因此降下豪雨。德克萨斯州的最高雨量总额由切罗基县奥拓（Alto）西南方向的一间气象站测得，达326毫米。路易斯安那州拉福什堂区的加利亚诺（Galliano）测得452毫米雨量，是胡安在美国产生降水最多的所在。东面有更多地区降下暴雨，密西西比州的比洛克西和阿拉巴马州的费尔霍普降雨量分别有267和311毫米。佛罗里达州测得的最高雨量是彭萨科拉附近的297毫米。降下暴雨的同时，风暴还在美国墨西哥湾沿岸产生高涨的潮汐，其中又以路易斯安那州的拜恩文努河口最高，达2.5米。其它几个州的沿海潮汐大多在1米左右，但胡安离开后在海上产生的狂风也令路易斯安那州西部和德克萨斯州海岸的潮汐低于正常水平。风暴还催生出几场龙卷风，其中大部分强度不高。密西西比州的两场龙卷风各导致1户移动房屋受损，多棵树木倒塌；阿拉巴马州则有至少3场，对个别建筑和树木造成影响。

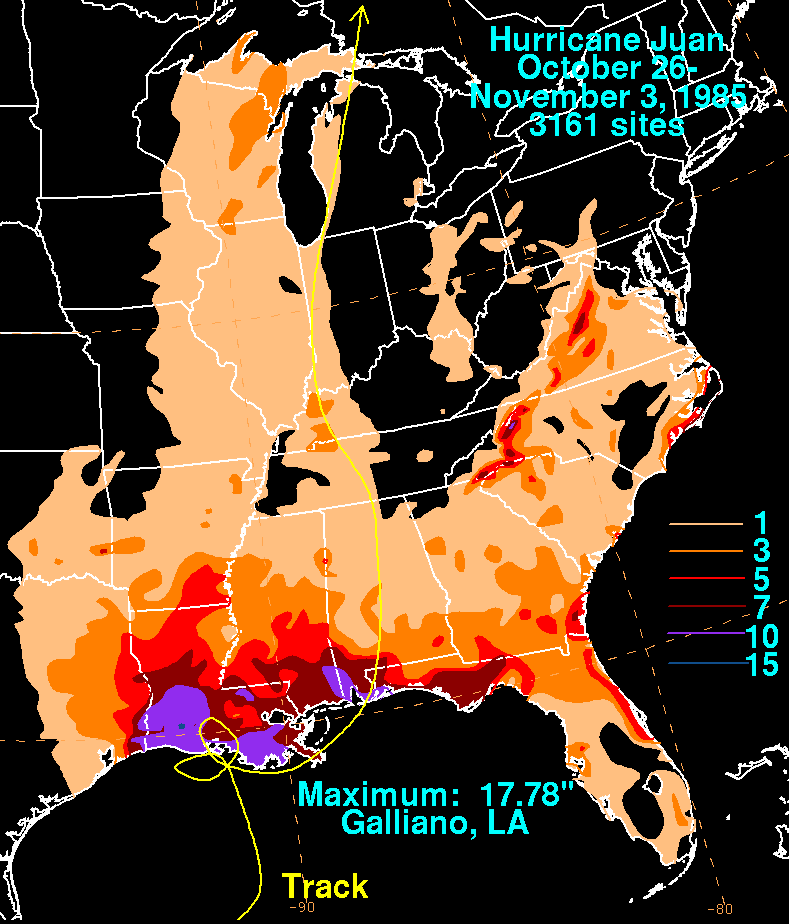
飓风胡安的降水分布

胡安是自然年中影响德克萨斯州日期最晚的热带气旋之一。气旋产生的暴雨在该州东南部引发洪灾，特别是低洼地区和河口沿线灾情严重。受洪水影响，多条道路被迫封闭，但因此受损的房屋很少。加尔维斯敦附近的潮汐比正常水平高1.2米，引发沿海洪灾的同时，还令德克萨斯州87号州道部分路段封闭，但海滩侵蚀程度很轻。由于风暴结构更接近亚热带气旋而非典型的飓风，因此产生狂风的位置远离其中心，德克萨斯州海岸沿线的阵风时速约为93公里。这样的大风已经足以刮倒树木并导致输电线缆中断，引发停电。此外，德克萨斯州近海还有1人因船只失事溺毙。
飓风在密西西比州降下暴雨，约有340户民宅或商铺被淹，其中大部分位于该州南部。哈里森县的帕斯克里斯琴（Pass Christian）和长滩（Long Beach）两座港口均受到狂风和大浪的破坏。海岸沿线有多艘船只受损，海产品行业也受到损失。海滩侵蚀令多条沿海道路受损，风暴过后路上堆起瓦砾和沼泽的水草。整个密西西比州估计受到77万6000美元损失。邻近的阿拉巴马州出现时速64公里的阵风，虽未因此出现显著破坏，但气旋给莫比尔带去的降水创下当地10月雨量的新纪录。降雨导致多条街道和低洼地区被淹，但房产大多幸免。洪水导致局部地区的农作物损失惨重，部分农民损失了50%的大豆作物，之前已受到飓风艾琳娜影响的长山核桃又受到进一步破坏。总体而言，阿拉巴马州所受破坏程度很轻，损失数额估计略超6万5000美元。
更偏东面的佛罗里达州因大浪引发洪灾和海滩侵蚀，之前受艾琳娜破坏的海堤被毁。强烈的浪头还冲走了开普提瓦岛上的一套房屋。胡安的外围雨带在佛罗里达州西北狭长地带催生出15场龙卷风，造成6人受伤，19幢建筑被毁，另外40套受损，损失总额约为100万美元。其中吹袭华尔顿堡滩和奥卡鲁沙岛的1场龙卷风致使98号美国国道路边的两家酒店受损，另有1条狗死亡。

### 路易斯安那州

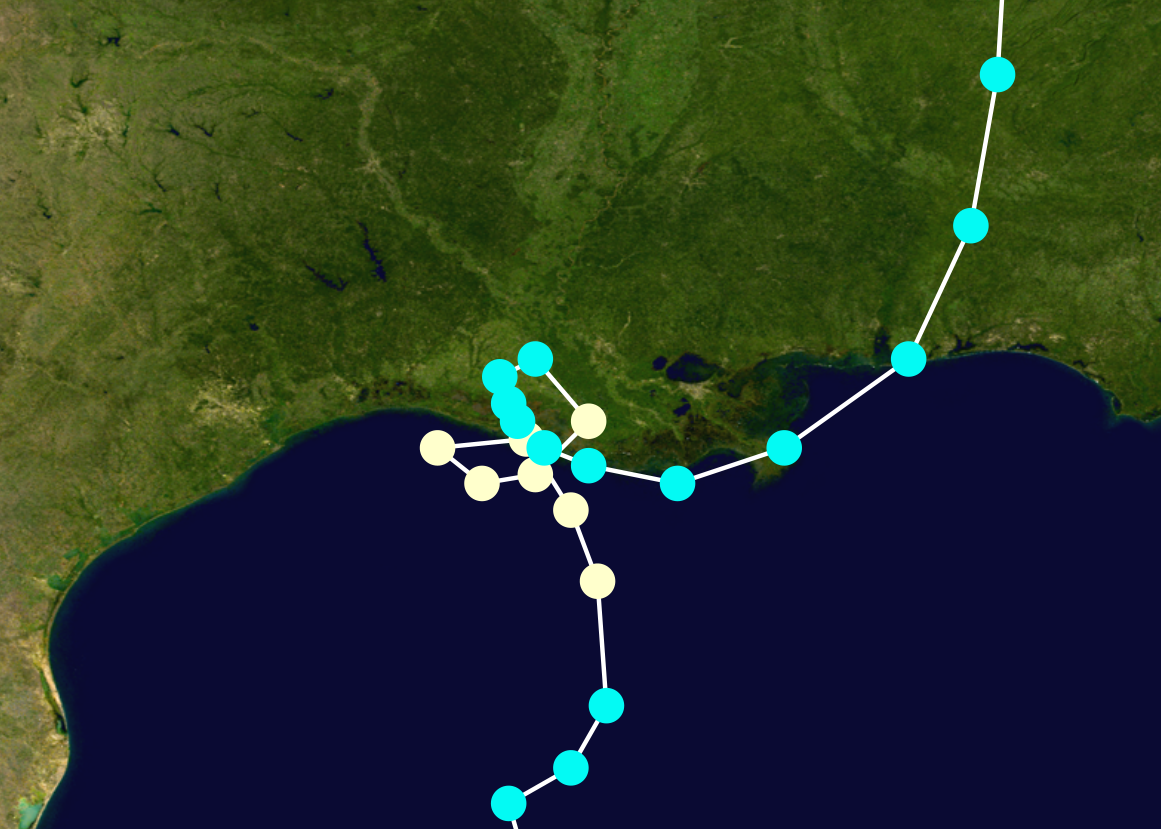
胡安在墨西哥湾北岸行进的路线图

飓风在路易斯安那州上空缓慢移动，该州南部的降雨量普遍超过250毫米。密集的降雨致使路易斯安那州西南部多条河流水位上涨，强烈的海浪和1.5至2.4米高的风暴潮令该州东南部低洼和沿海地区被淹。由于飓风动向飘忽不定，当地农民连续3天都无法收割作物。降雨和风暴潮共同影响，引发的洪灾导致大面积农田被淹，其中又以大豆和糖类作物灾情严重。该州的其它农作物之前多已收割，所以影响较小。泰勒博恩堂区有约200头牛淹死，另外数千头被困。农业领域遭受的损失估计超过3.04亿美元，其中单大豆产业就占1亿，全州经济损失总额近10亿美元。除农作物外，胡安还重创虾养殖业，大量活虾被冲到海里，还造成许多虾类死亡。路易斯安那州的石油设施因气旋而受到价值约290万美元的破坏，其中包括管道受损。风暴一共致使路易斯安那州约5万套房屋被淹，财物损失约有2.5亿美元。
路易斯安那州1号和3090号州级公路位于拉福什堂区弗尔雄港（Port Fourchon）附近的部分路段因风暴潮受损，还有约1200户民房被淹，其中有些水位直涨至屋顶。堂区内有2条防洪堤被冲毁，还有1条被水漫过，致使洛克波特附近有100套房屋进水。泰勒博恩堂区有多俩泊好的汽车被强劲的风暴潮卷走，还有1户民房从地基上冲脱，1条防洪堤约有91米受损。该堂区共有800户民居被淹，1万5000人流离失所。风暴潮还将保护格兰德艾尔的一截长1800米的防洪堤冲毁，另有4300米受到破坏。这截建于1984年的防洪堤所受破坏价值50万美元，岛屿随后被1.2米深的海水淹没。岛上绝大部分地区停电，充当避难所的市政厅和高中在风暴期间动用发电机供电。格兰德艾尔所在的杰佛逊堂区有2233套民房被风暴潮侵入，还有约3100辆汽车进水。维奥勒特（Violet）1名男子从船上跌进水流高涨的渠道内溺毙，阿查法拉亚湾还有1名渔夫溺亡。路易斯安那州23号州道位于普拉克明堂区境内路段有4.8公里被风暴潮淹没，22号州道也有部分路段被淹，另有多户民居进水。利文斯顿堂区到阿森松堂区间约有800户民房被淹，坦吉帕霍阿堂区还有53户。庞恰特雷恩湖水位升高，61号美国国道部分路段被淹，洪水还漫过1.2米高的防洪堤，导致附近250套民宅被淹。圣坦曼尼堂区有3座桥梁被风暴潮冲毁，另有800户民居被淹，斯莱德尔还有1名男子因水位高涨丧生，阿娜奥德威尔另有1名男子因踩到断掉的电线触电身亡。
以弱热带风暴强度登陆佛罗里达州前，胡安在西侧的香德勒群岛沿岸产生2米高的风暴潮，引起大范围的海滩侵蚀。这片群岛本是路易斯安那州大陆抵御风暴的重要屏障，所以经常受到强烈飓风的冲击。同年的飓风丹尼和艾琳娜也曾冲击该群岛。路易斯安那州大范围沿海地区流失的海滩有12至30米宽，香德勒群岛沿线因此临时形成多个新水湾。

### 内陆及中大西洋地区
与风暴行经地区相比，美国墨西哥湾沿线的多个内陆州份雨量较小，但阿肯色州的最高雨量总和仍有169毫米。气旋直接产生的降水一直延伸到美国东南部，北卡罗莱纳州祖父山（Grandfather Mountain）的降雨量达到284毫米，还抵达中大西洋地区，宾夕法尼亚州阿利根尼县巴克斯敦（Bakerstown）的雨量也有72毫米。美国中西部的肯塔基州、密歇根州和威斯康星州多地降雨量都在100毫米以上。
胡安及其残留产生的降水令中大西洋地区土壤长时间保持湿润。风暴将大量湿气带到中大西洋地区，11月5日，一片低气压区在华盛顿哥伦比亚特区以西基本停止移动，导致弗吉尼亚州和西弗吉尼亚州发生严重洪灾，损失数额达14亿美元，还导致62人遇难。

## 善后
10月29日，路易斯安那州州长埃德温·爱德华兹要求该州国会议员请罗纳德·里根总统宣布该州为灾区。里根同意请求，并于11月1日宣布阿森松堂区、杰佛逊堂区、拉福什堂区、利文斯顿堂区、普拉克明堂区、圣贝尔纳堂区、圣查尔斯堂区、施洗者圣约翰堂区、圣坦曼尼堂区、坦吉帕霍阿堂区、泰勒博恩堂区，以及新奥尔良的下九区（Lower Ninth Ward）为灾区。路易斯安那州交通和发展部估计，单州内受这场飓风破坏的道路就需要耗费300万美元来修整。
多个钻井平台因飓风而停產2至3天。路易斯安那州国民警卫队向被困的牛群投放干草，以求协助农民降低损失。
1985年大西洋飓风季中造成重大损失的风暴接连出现，飓风丹尼和艾琳娜之后，飓风格洛丽亚和波多黎各发生的洪灾都造成重大损失，美国红十字会因此拨款援助，但到了胡安过去及之后中大西洋地区爆发洪灾时，该机构的基金已基本耗尽，为此不得不呼吁紧急募捐。红十字会向路易斯安那州南部的许多家庭提供了价值约800万美元的援助。阿巴拉契科拉湾沿线因多场飓风接连来袭导致当地牡蛎养殖业受到重创，数以百计的工人因此失业。胡安产生的巨浪促使美国矿业管理局建议加大老旧钻井平台的巡查力度，改善疏散方案。受包括胡安在内的一系列飓风影响，路易斯安那州沿海地区的湿地在多年间逐渐消失。